# Aulidiotis phoxopterella
Aulidiotis phoxopterella är en fjärilsart som beskrevs av Pieter Cornelius Tobias Snellen 1903. Aulidiotis phoxopterella ingår i släktet Aulidiotis och familjen stävmalar. Inga underarter finns listade i Catalogue of Life.